# カンブリア爆発
カンブリア爆発（カンブリアばくはつ、英: Cambrian explosion）とは、古生代カンブリア紀、およそ5億4200万年前から5億3000万年前の間に突如として今日見られる動物の「門（ボディプラン）」が出そろったとする現象名。カンブリア大爆発と呼ばれる事もある。この現象は多くの研究者によって用いられてきたものの、化石記録からのみ見られる見かけの現象であり、実際には古生代初期の単一の長期放射でしかないともされる。

## 概要

### 20世紀前半まで
古くから、カンブリア紀とそれ以前との間の化石資料の差については謎とされてきた。カンブリア紀の地層からは、各種サンゴや貝類、腕足類、三葉虫など、数は多くないものの、多細胞動物として高度に分化した動物が見いだされるが、それ以前の地層からは動物化石がほとんど見つからない。
チャールズ・ダーウィンは、自己の進化論の中で、生物進化がゆっくりと進んできたはずであることを説いたが、そうであれば、先カンブリア時代からは様々な単純な多細胞動物の化石が出るべきであって、それが出ないことを謎だと述べている。
このことを説明するために、「その時代の地層が何らかの理由で欠失している」「多細胞動物の祖先が化石になりにくい生活をしていた」「ごく小形で軟体性であったので化石にならなかった」など様々な考えが提示されてきた。

### 発展
しかし、その後の研究で先カンブリア時代の化石が次第に発見され、カンブリア紀の化石産地も新たに調査が行われた結果、謎はさらに深まってきた。
先カンブリア時代の化石からはその時代に様々な大型生物がいた。しかし、エディアカラ生物群に見るように、それらが必ずしも先祖的多細胞動物には見えないことが判明した。それらを現在の生物とはまったく異なる系統のものと考える説すらあり、仮にそれらを現在の動物につながるものと見なしたにせよ、カンブリア紀の多様性とは似つかないものである。
また、カンブリア紀の化石については、バージェス動物群の見直しや新たな化石群の研究から、その多様性の高さがより明らかとなり、それまではもっと後になって出現したと考えられていた脊索動物など（魚類を含む）の化石までが発見された。今では、動物については、苔虫動物門を除くすべての動物門がカンブリア紀に出現した可能性があり、しかも現在の所、これらの先祖をさかのぼることが出来ていない。

## カンブリア爆発の原因
従来、「カンブリア大爆発」は、カンブリア初期に一斉に生物の体制が出そろった現象と説明されてきた。これはスティーヴン・ジェイ・グールドに依るところが大きい。グールドはカンブリア紀に異質性（生物の体制の種類）が爆発的に増加し、その後は減少に向かっていると主張した。彼によればこれは偶然か、自然選択では説明できない何らかのメカニズムが存在することになる。
その後の分子遺伝学の進歩から遺伝子の爆発的多様化はカンブリア爆発のおよそ3億年前に起こっていることが分かり、カンブリア初期に短期間に大進化が起こったわけではないとの考え方が主流となった。すなわちカンブリア爆発は「化石記録の」爆発的多様化であり、必ずしも進化的な爆発を意味しない。
リチャード・ドーキンスはカンブリア紀あるいはそれ以前に特殊な（総合説では説明できないような）進化現象が起き、生物の体制が出そろったというグールド以来の視点、爆発という概念自体に批判的である。彼に依れば、例えば現代の脊椎動物と無脊椎動物が根本的に異なっているのは、両者が長い地質学的時間の間に異なる方向に進化してきたからであり、少なくとも現在の証拠からは種分化した当初から全く異なる体制を持っていたと考える理由はないと主張する。
1998年に進化生物学者で古生物学者のアンドリュー・パーカーはカンブリア爆発の原因として、有眼生物の誕生による淘汰圧の高まりをあげた「光スイッチ説」を提唱した。生物の歴史上、はじめて眼を持った生物（三葉虫）が生まれ、積極的に他者を捕食することによって眼をもっていない生物に対して有利となった。眼と、硬組織を獲得した生物がその捕食に対抗できるようになったという説である。そのために化石記録は短期間で爆発的に多様化したように見える。パーカーはカンブリア爆発を「多くの門が同時期に一斉に硬組織を獲得した現象」と推定している。
カンブリア爆発の原因として、スノーボールアース（雪球地球）の終結との関連性が従来から指摘されていたが、パーカーはスノーボールアース終結からカンブリア爆発まで、少なくとも3200万年も経過していることから、関係があったとしても間接的なものにとどまると述べている。
約10億年前に多細胞生物が出現し、その後、8億 - 6億年前のスノーボールアースの間、生物は存在し続けた。多細胞生物は原口を獲得し、強力な捕食能を有するに至った。海底には熱水鉱床などの熱水を発する箇所があり、スノーボールアースの間、その近辺で生物は隔離されて生存したと考えられる。このような地理的な隔離は、ガラパゴス諸島やオーストラリア大陸のように生物の多様性を形成する。スノーボールアースの地理的な隔離の間、どのように捕食するか、どのように捕食から逃れるかの観点から多細胞生物は多様性を形成し、これがエディアカラ生物群やバージェス動物群のような多様性を形成し、スノーボールアース終結からカンブリア爆発まで、少なくとも3200万年も経過していることから、その間、全地球的な捕食と被捕食の生存競争が存在したと考えられる。
バージェス動物群に見られるアノマロカリスやオパビニアなどの大型捕食動物の出現とともに、カンブリア爆発の際には堅い外骨格をまとった動物が多く見られるようになった。エディアカラ生物群は、新たに出現した捕食動物に食い尽くされて絶滅したとも言われている。

## 関連書籍
- アンドリュー・パーカー　『眼の誕生――カンブリア紀大進化の謎を解く』　草思社 ISBN 4794214782
- アンドルー・H・ノール　『生命 最初の30億年―地球に刻まれた進化の足跡』　紀伊國屋書店 ISBN 4314009888
- スティーヴン・ジェイ・グールド　『ワンダフル・ライフ―バージェス頁岩と生物進化の物語』　早川書房 ISBN 4150502366
- サイモン・コンウェイ・モリス（英語版）　『カンブリア紀の怪物たち―進化はなぜ大爆発したか』　講談社 ISBN 4061493434
- リチャード・ドーキンス 『祖先の物語 下』 小学館